# 大阪府立天王寺高等学校
大阪府立天王寺高等学校（おおさかふりつ てんのうじこうとうがっこう、英: Osaka Prefectural Tennoji High School）は、大阪府大阪市阿倍野区三明町に所在する公立高等学校。
愛称は「天高」（てんこう）。

## 概要
1896年に大阪府第五尋常中学校として創立した。大阪市内の旧制中学校としては二番目の創立である。校章は旧制中学の「中」を表す六稜に「天」で、左右に付した二本線は「市内第二中学」であることを表している。
文部科学省から『スーパーサイエンスハイスクール（SSH）』に指定されており、学力の伸長、進路指導に重点をおく。希望する生徒への勉強合宿なども実施されている。卒業生のほとんどが4年制国公立大学への進学を希望する。
全国高等学校ラグビーフットボール大会で2度の優勝経験がある。

## 沿革

### 略歴
大阪府第一尋常中学校（現在の大阪府立北野高等学校）の過密を解消する目的で、1896年に同校を分割する形で大阪府第五尋常中学校として開校した。
当時、大阪市内で唯一の府立中学校（旧制中学校）であった第一尋常中学校は、小学校制度の変更により3学年が同時に入学資格を得たことなどから志願者・入学者が急増し、学校が過密化し生徒収容が困難な状況であった。このため、第一尋常中学校の学区を分割する形で大阪市内に中学校を増設することになった。
1896年2月1日付で設置の大阪府第五尋常中学校は、初年度の入学試験を第一尋常中学校と合同で実施した。受験生の住所によって、市内北部在住者は第一尋常中学校に、南部在住者は第五尋常中学校へと振り分けた。また、第一尋常中学校の在籍者についても、南部在住188人を第五尋常中学校へ転校させている。同年4月、東成郡西高津村（現在の天王寺区下寺町1丁目）の大蓮寺境内で授業を開始した。
翌1897年には東区東平野大字南平野（現在の天王寺区上本町8丁目、大阪国際交流センター所在地）へと移転した。さらに1919年、東成郡天王寺村大字天王寺字三明（現在の阿倍野区三明町2丁目4番23号）の現校地に移転している。
1927年1月22日には失火により校舎を焼失し、西区江之子島上之町（現在の西区江之子島2丁目）の旧大阪府庁舎、次いで天王寺区北山町の旧大阪府女子師範学校跡（現在の大阪府立夕陽丘高等学校の敷地）を使用して授業を継続した。1929年6月には校舎が復旧し、元の場所に復帰している。
第二次世界大戦の際には、戦時体制として4年制への短縮（旧制中学校は5年制）や勤労動員などが実施された。1945年3月13日の大阪大空襲では、食堂や倉庫など学校の一部を焼失している。
1947年には学制改革により新制中学校が発足したことに伴い、旧制中学校としての新入生募集はおこなわなかった。1947年時点の旧制中学校の第2学年・第3学年については新制中学校に移行し、過渡的に併設中学校を設置した。また空き教室の一部を、新制大阪市立東住吉第一中学校（現在の大阪市立東住吉中学校）と大阪市立東住吉第三中学校（現在の大阪市立田辺中学校）に貸し出した。
翌1948年に新制の高等学校制度が発足し、大阪府立天王寺高等学校となった。高校1年と併設中学校3年の2学年について、大阪府立夕陽丘高等学校（旧制夕陽丘高等女学校）と教職員・生徒を半分ずつ交換して男女共学になった。両校とも原則として関西本線線路を境に、北部在住者は夕陽丘高校・南部在住者は天王寺高校へ振り分けられることになった。しかし生徒の居住地分布に偏りがあったことなどから、例外もかなりあったという。同年5月には、校舎を新制東住吉第一中学校・東住吉第三中学校の2校に全面転用するようGHQの指令があり、大阪府立夕陽丘高等学校内に移転して同校と同居する形になった。その後新制中学校が独立校舎を設置して退去したため、1950年から1951年にかけて段階的に元の校舎に復帰している。
1960年代後半には学生運動の影響を受け、受験偏重への教育課程への批判も高まった。受験偏重の教育課程を組んだために必修科目の履修漏れがあったなどと1970年2月に新聞で全国報道され、4月より教育課程を是正している。旧制中学校時代より制服制度を導入していたが、1971年になり服装自由化を求める声が高まった。私服で登校する生徒も現れ、また自由化を求めて生徒自治会役員に当選した生徒もいた。生徒・教職員代表による協議会での合意を経て職員会議で承認され、同年11月22日より服装自由化を実施している。
1991年12月には創立100周年を控えて「将来構想委員会」が設置され、学校の将来像や特色づくりが検討された。「将来構想委員会」は1992年、特色づくりの一つとして理数科の設置を提言、それを受け1993年に実現の運びとなった。同年、「将来構想委員会」は学校週5日制への対応と学力向上を掲げ、2学期制の導入を提言、翌1994年度より実施されている。2学期制の導入は大阪府立の高校としては初めてだった（大阪府立布施高等学校と同時導入）。
2009年には大阪府教育委員会から「進学指導特色校」設置の構想が示され、天王寺高校も対象校となった。これに伴い2011年度入学生より理数科を改編し、文理学科を設置した。天王寺高校は進学指導特色校10校の中でも大阪府立北野高等学校と並んで人気が高く、2016年度入学者選抜より普通科を廃止して文理学科のみの募集となった。

### 定時制
1951年、「大阪市南部における全日制課程の高等学校教育を受けることの出来ない好学の者」を対象に、普通科2学級・100名で発足した。2005年、大阪府の定時制高校再編方針により募集を停止し、2008年3月に閉課程となった。

### 年表
- 1896年2月1日 - 大阪府第五尋常中学校として創立。
- 1896年4月13日 - 東成郡西高津村（現天王寺区下寺町1丁目）の大蓮寺境内で授業を開始[4]。
- 1897年12月22日 - 東区東平野町大字南平野（現天王寺区上本町8丁目）に移転。
- 1899年 - 大阪府第五中学校に改称。
- 1901年6月3日 - 大阪府立天王寺中学校に改称[4]。
- 1919年 - 東成郡天王寺村三明（現・阿倍野区三明町2丁目4番23号）の現校地に校舎が完成し、移転。
- 1927年1月22日 - 失火により1棟を残し校舎が焼失[5]。旧大阪府庁舎で授業継続。3月13日、旧大阪女子師範学校跡に仮校舎を設置。
- 1929年6月5日 - 新校舎が完成し、現在地に復帰[4]。
- 1945年3月13日 - 第1回大阪大空襲により、校舎の一部が焼失。
- 1948年4月1日 - 学制改革により大阪府立天王寺高等学校に改称[4]。
- 1948年4月24日 - 大阪府立夕陽丘高等学校（旧制夕陽丘高等女学校）と教職員・生徒を半分ずつ交換して男女共学となる。
- 1948年5月 - 校舎を新制中学校（東住吉中学校・田辺中学校）へ全面転用するため、夕陽丘高校内に仮移転。
- 1950年4月15日 - 1年生・3年生が現在地に復帰。
- 1951年4月1日 - 定時制課程（普通科）を併設。全日制課程に女子コース（家庭科コース）を併置。
- 1951年4月8日 - 全学年が現在地に復帰。
- 1952年4月8日 - 東住吉中学校が独立校舎に完全移転。これに伴い校舎は全面返還される。
- 1953年 - 交流先の夕陽丘高校との間で、体育系クラブの親善スポーツ大会「夕陽戦」（天高戦）が始まる（1985年まで毎年開催）。
- 1964年 - 全日制課程の女子コース（家庭科コース）を廃止。
- 1971年11月22日 - 服装自由化実施。
- 1992年 - 新校舎（現校舎）完成。
- 1993年 - 全日制課程に理数科を設置。
- 1994年 - 2学期制を実施。
- 1998年 - 台風により『あしび山荘』が損壊、2000年に新『あしび山荘』完成。
- 2002年 - 大阪府教育委員会よりエル・ハイスクール事業の指定を受ける（2003年度から2007年度までの5年間）。
- 2004年 - スーパーサイエンスハイスクール（SSH）に指定される。
- 2006年 - 創立110周年、夕陽丘高校創立100周年を記念し、「夕陽戦」（天高戦）が21年ぶりに復活（以後、毎年開催）。
- 2007年4月 - 公立高の新4学区制導入に伴い、通学区が拡大。第三学区となる。スーパーサイエンスハイスクールに再び指定される（指定期間は5年間）。
- 2008年3月 - 定時制課程が閉課程。
- 2010年 - コアスーパーサイエンスハイスクール（SSH指定校の理数系教育における中核としての機能の強化を図るため、従来の「中核的拠点育成プログラム」及び「重点枠」を整理・統合の上平成22年度から新たに設けられた）に指定される（指定期間は2年間）。
- 2011年 - 全日制課程に文理学科を設置
- 2016年 - 全日制課程の普通科を廃止

## 設置課程
- 全日制  文理学科

2011年度入学生から理数科を発展解消した、難関大学進学に重点を置く“文理学科”（4クラス160名）が設置され、普通科（5クラスで200名）と合わせて9クラス360名体制となった。また、医学部進学者のための、医系コースが新たに設置された（それまでは文系・理系コースに分かれていた）。2016年度入学者選抜より普通科を廃止して、文理学科（9クラス360名）のみの募集となっている。

## 教育方針
校訓に『自由闊達　質実剛健』、生徒指導方針として『授業第一主義　鍛錬主義』を掲げる。2学期制で、完全学校週5日制（週休2日制）への対応として2002年より45分×7限という授業スタイルをとっている（早く授業を終わらせ、早く部活を開始し、早く家に帰って、少しでも多く勉強を出来るようにさせるため）。また、公立高校進学率日本一、呼応の教育の徹底を目標にしている。以上の方針で「天高魂」を育むことを最終目標としている。
- 私服での登校が可能だが、標準服のブレザーまたはそれに準ずる服装の着用が望ましい、とされている（たとえ私服であっても天高バッジを着けることが義務付けられている）。携帯電話の所持は可能だが、原則校内での使用は禁止、運動会や文展などの行事では撮影機能の使用に限定しての使用が認められることがある。

## 学校行事
「自由闊達」「質実剛健」をモットーに授業と同じく学校行事も重視しており、個性的な行事が多く存在する。

### 運動会
毎年5月末に実施。『祭（遊び）ではない』という考えから、体育祭ではなく「運動会」と呼ぶ。開始直後、当校独自の体操である『天高体操』を行う（通常の体育の授業でも行われている）。目玉種目はプログラム後半で、2年男子の『マスゲーム（高校生体操、組体操、棒倒し〈2017年度に廃止、2019年度に3年男子の種目として再開〉〉』と3年男子の『陸上ボート』。地元では一種の名物となっている。2009年より2年生の創作物が在学生テントの上に設置されることになった（2018年より立て看板方式へと変更）。また、運動会終了後に3年生だけが残って、学校のグラウンドで｢ファイヤーストーム｣が行われる。これは陸上ボートで使用したダンボールなどを燃やして、その周りで男女がペアでフォークダンスを踊るというものである。

### 水泳訓練
『臨海（学校）』とも呼ぶ。大阪のほとんどの学校で廃止されている伝統的行事。1年生のみ、泳力に応じて訓練する。ただし参加は希望制である。

### 野外生活体験学習
『林間（学校）』とも呼ぶ。1年生のみの行事で、同校山岳会（OB会）が奈良県の山中に所有している『あしび山荘』にクラス単位で1泊する。
なお、2016年度までは全員参加であったが、2017年度より希望者制となった。2018年度は猛暑のために中止になったが、夏季休業後に代替行事が行われた。

### 文化展示発表会
略して『文展』と呼ぶ。上記運動会と同じ理由で『文化祭』とは呼ばない。毎年9月の初〜中旬の土曜日に1日だけ行われ、舞台発表、飲食模擬店、研究発表などを開催する。
毎年、生徒自治会が中心となって運営が行われていたが、文展の趣旨を踏まえ、2011年度から運営形態を見直し、文化展示発表会実行委員会の組織が強化された。
例年、1年生は舞台発表部門、2年生は飲食部門、3年生はイベント研究発表部門に分かれて発表を行っていたが、文理科設置に伴うクラス数増加の影響により、2011年度からは、飲食模擬店を行っていた2年生の一部のクラスがイベント研究発表に回ることになり、イベント研究発表部門の学年の障壁が撤廃された。1年生の舞台発表では、各クラスが約15分間の劇を行い、審査集計が行われる。審査方法は年度によって多少異なる（毎年、アンケートを実施し改善を施しながらの実施となっている）。

### 海外交流
年に2、3度、海外（韓国・中国中心）から来日した高校生との交流を持つ。1998年から、春休み前後にオーストラリアの『ホーランドハイスクール』への海外留学も行っている。小論文や面接で選考された1年生3名、2年生2名の計5名が約2週間、派遣される。派遣にかかる費用は、そのほとんどが同校の同窓会から支出され、生徒個人の負担は少なくなっている。帰国後、次年度の生徒総会にて海外交流の報告会が行われ、海外留学前に事前に決めていた研究テーマの発表も併せて行われる。

### その他
- 入学式
- 遠足（全学年で4月下旬に実施）
- 修学旅行（2年）
- 文楽鑑賞会（2年）
- 能楽鑑賞会（1年）
- 長距離走大会（長居公園にて、1月下旬に開催。男子10km、女子6km）（1・2年）
- 合唱コンクール（優勝クラスは音楽祭で歌唱）（1年）
- 金剛登山（1年）
- 徒歩訓練（2年）
- 卒業式
- 球技大会（1・2・3年）
- 挌技大会（2年男子）
- 水泳大会（1・2年）
- 校内作品展（1・2年）
- 音楽祭（天高唯一の「祭」である。参加は希望制、運営は自治会が行う。）
- 勉強合宿（全学年の希望者）
- 職場見学・社会人講演会（1年）

## クラブ活動
本学のおよそ9割の生徒がクラブ活動に所属している。
クラブ活動の形態によって、運動系、文化系に分類され、毎週1回運動系クラブは「キャプテン会議」、文化系クラブは「文化部部長会議」が開かれ、各クラブの活動状況の報告、対戦成績の報告などが行われる。また、文化展示発表会に関する決め事などもこの会議で行われる。

### 運動系クラブ
- ラグビー部は1922年（大正11年）創部[注 1]。全国高等学校ラグビーフットボール大会（花園）で第25回大会、第30回大会と2回の優勝経験がある。

陸上競技部、水泳部、体操部、野球部、ハンドボール部、ラグビー部、バレーボール部、バスケットボール部、サッカー部、ホッケー部、硬式テニス部、ソフトテニス部、柔道部、剣道部、卓球部、山岳・スキー部、ワンダーフォーゲル部（平成23年度時点）

### 文化系クラブ
数学研究部、物理研究部、化学研究部、生物研究部、社会研究部、情報研究部、美術部、文藝部、演劇部、吹奏楽部、軽音楽部、放送部、茶華道部、フォークソング部、音楽部、書道部、囲碁将棋部、家庭科部、図書部、FAN（平成30年度時点）、競技かるた部
（現在活動休止中の部活は映画研究部、PPURI、園芸部）

## 自治会活動
会長1名、副会長1名、書記2名、財政委員長1名、生活委員長1名、運動委員長1名、文化委員長1名の計8名で構成される、学生の自治組織である。役員選挙は学期ごとの生徒総会で、候補者の立会演説の後に行われる。様々な行事の企画・運営を行い、生徒の自主性を尊重した活動が行われている。
- 会長

自治会を代表し、執行部の部長を兼任する。
- 副会長

会長を補佐し、会長に何らかの事情が生じた場合、その職務を代行する。
- 書記

自治会広報誌「瓦版」を発行している。
- 財政委員長

財政に関わる事柄の総括を行う。年度末には、「クラブ活動援助費」の振り分けを決定するための予算折衝も行う。
- 生活委員長

他の学校の風紀委員に相当する役目を担う。
- 運動委員長

毎週1回行われる「キャプテン会議」を主宰する。
- 文化委員長

毎週1回行われる「文化部部長会議」を主宰する。

## リーダーズアセンブリー
3月の上旬におこなわれる。運動部リーダーズアセンブリーと文化部リーダーズアセンブリーとがあり、それぞれ運動部の部長と生徒自治会の運動委員長、文化部の部長と生徒自治会の生活委員長が出席する。
目的は「キャプテンないしは部長のリーダーシップの育成と部活のより良い発展」であり、同校独自の行事である。
- 運動部リーダーズアセンブリー

現キャプテンと新キャプテン（キャプテン候補）と運動委員長が上の目的から一泊二日の合宿を行い、合計約7時間程度の会議を行い、また各クラブの部員に緊急的案件があった時のためにAEDの研修も開催される。ここで同校の運動部目標も決定する。
- 文化部リーダーズアセンブリー

運動部リーダーズアセンブリーとは異なり日帰り形式であり夕方には帰途につくが、翌日の朝に再度集結する。主に来年度の文展のことについて話し合われる。

## 著名な出身者

### 学者
- 野村正二郎（上智大学教授、元サッカー日本代表）
- 南博方（東京大学法学博士、筑波大学名誉教授、一橋大学名誉教授、成城大学学長）1947年卒
- 上野俊樹（立命館大学経済学博士、立命館大学名誉教授）1961年卒
- 上林弥彦（京都大学工学博士、京都大学大学院情報学研究科教授・研究科長）1961年卒
- 平野俊夫（大阪大学医学博士、大阪大学医学部長・総長、量子科学技術研究開発機構理事長）1966年卒
- 北村英男（京都大学理学博士、理化学研究所グループディレクター）1966年卒
- 湊博昭（医師、社会精神医学、一橋大学教授）1966年卒
- 高田時雄（京都大学文学博士、京都大学人文科学研究所教授）1968年卒
- 奥乃博（東京大学工学博士、京都大学大学院情報学研究科教授）1968年卒
- 福井康雄（東京大学理学博士、名古屋大学大学院理学研究科教授、天文学者、紫綬褒章）1970年卒
- 松久寛（京都大学工学博士、京都大学工学研究科機械理工学教授）1970年卒
- 高橋豊（京都大学工学博士、京都大学大学院情報学研究科教授）1971年卒
- 中村祐輔（大阪大学医学博士、東京大学医科学研究所ヒトゲノム解析センター長、文化功労者）1971年卒
- 藤田和生（京都大学理学博士、京都大学大学院文学研究科教授）1971年卒
- 市川伸一（東京大学文学博士、東京大学大学院教育学研究科教授）
- 正高信男（大阪大学学術博士、京都大学霊長類研究所教授）1973年卒
- 林田理惠（神戸市立外国語大学文学博士、大阪大学名誉教授）1975年卒
- 澤昭裕（元東京大学先端科学技術研究センター教授）1976年卒
- 松本博志 (京都大学医学博士、大阪大学大学院医学系研究科教授）1980年卒
- 杉田米行（大阪大学大学院言語文化研究科教授）1982年卒
- 阪井丘芳（大阪大学歯学博士、大阪大学大学院歯学研究科教授）1983年卒
- 岩橋小弥太（國學院大學名誉教授、国史学者、紫綬褒章）
- 緒方知三郎（東京帝国大学医学部、病理学者、東京医科大学初代学長、緒方洪庵の孫）
- 緒方章（東京大学名誉教授、薬学博士、緒方洪庵の孫）
- 緒方富雄（東京大学名誉教授、血清学者、緒方洪庵の曾孫。神戸一中へ転校）
- 田宮博（東京大学教授、植物生理学者、藤原賞、日本学士院賞、文化功労者 / 光合成の機構解明で著名）
- 武田祐吉（國學院大學教授、国文学者、日本学士院賞）
- 薮野祐三（九州大学名誉教授、政治学者）
- 西田直二郎（京都大学名誉教授、史学者、日本史）
- 金森順次郎（大阪大学理学博士、大阪大学総長・名誉教授、日本学士院賞）
- 広原盛明（京都大学工学博士、京都府立大学学長・龍谷大学教授）
- 阪野智一（神戸大学教授、政治学者）
- 上田高弘（立命館大学文学部教授、美術評論家）
- 山下範久（立命館大学教授、歴史社会学者、世界システム論）
- 宅田裕彦（京都大学工学博士、京都大学大学院エネルギー科学研究科教授）[要出典]
- 木村雅昭（京都大学法学博士、京都大学名誉教授）
- 森田優三（一橋大学名誉教授、内閣統計局長、日本統計学会会長）
- 和達清夫（理学博士、地震学者、日本学士院院長、初代気象庁長官、埼玉大学学長 / 中退、文化勲章）
- 石田英一郎（東京大学教授、男爵、文化人類学者 / 中退）
- 三谷忠之（香川大学名誉教授、法学者）
- 川端正久（龍谷大学名誉教授、アフリカ研究）[要出典]
- 川合全弘（京都産業大学教授、思想学者）[要出典]
- 田村悦一（立命館大学名誉教授、法学者）[要出典]
- 宮嶋博史（東京大学名誉教授、歴史学者、朝鮮史）[要出典]
- 藤井啓祐（京都大学工学博士、大阪大学教授）2002年卒
- 高木貞二（東京大学名誉教授、心理学者）

### 文化人
- 市川雷蔵（俳優、昭和19年旧制入学、後に中退）
- 伊庭孝（演出家、俳優、音楽評論家）
- 宇佐美圭司（画家）
- 宇野浩二（作家）
- 小田実（作家、夕陽丘との交換の際に自ら移った）
- 折口信夫（歌人、釈迢空）
- 小野十三郎（詩人、旧制中学時の生徒。現在の校歌の作詞者でもある）
- 開高健（小説家、芥川賞受賞）
- 北康利（作家、山本七平賞受賞）
- 木村正人（ジャーナリスト）
- 黒田勝弘（産経新聞論説委員。韓国事情通としても著名。）
- 長友啓典（グラフィックデザイナー・東京造形大学客員教授）
- 西谷文和（フリージャーナリスト、NGO「イラクの子供を救う会」代表）
- 萩原遼（ジャーナリスト）
- 谷沢永一（書誌学者、関西大学名誉教授）
- 保田春彦（彫刻家）
- 山中峯太郎（作家）
- 吉原英雄（版画家）
- 福岡智彦（音楽プロデューサー）

### 経済界
- 川北禎一（日本興業銀行初代頭取、日本銀行副総裁）
- 清水雅（元東宝社長・会長、元阪急電鉄会長、阪急百貨店初代社長 / 小林一三に長年仕え、阪急の大番頭と呼ばれた。東宝中興の祖）
- 谷口豊三郎（元東洋紡社長、日本繊維産業連盟・初代会長）
- 一本松珠璣（元日本原子力発電社長、電気学会会長、原子力学会会長 / 日本の原子力発電事業の草分け的存在）
- 佐島敬愛（実業家、元信越化学工業取締役、信越ポリマー初代社長）
- 北川一栄（元住友電気工業会長、勲一等瑞宝章受章）
- 杉村正三郎（阪急電鉄元常務取締役、元サッカー日本代表）
- 木下昌雄（経営者、工学博士、日立造船社長）
- 泉井純一（実業家）
- 町田勝彦（シャープ会長）
- 上山善紀（近畿日本鉄道会長、本願寺門徒総代）
- 犬塚力（中部国際空港社長）
- 鈴木博之（丸一鋼管社長）1965年卒
- 山内隆司（大成建設会長、元経団連副会長）
- 岩根茂樹（関西電力社長）
- 竹内章（三菱マテリアル会長）
- 小野直樹（三菱マテリアル社長）
- 岡野雅夫（元セレッソ大阪社長）
- 山西健一郎（元三菱電機会長、元経団連副会長）
- 増倉一郎（元髙島屋会長）
- 浅井光昭（元住友ゴム工業会長、旭日重光章受章）
- 谷所敬（日立造船会長）
- 上田常隆（元毎日新聞社社長）
- 木村雄宗（元三菱自動車工業会長）
- 片田哲也（元小松製作所会長、元経団連副会長、旭日大綬章受章）
- 池原年昭（元飛島建設社長）
- 高倉透（三井住友トラスト・ホールディングス社長、一般社団法人信託協会会長）

### 政界・官界・法曹界
- 鶴保庸介（参議院議員、国務大臣）
- 豊田貞次郎（海軍大将、商工相・外相など、貴族院議員）
- 草鹿浅之介（弁護士、最高裁判所裁判官 / 三島事件被告の弁護を担当）
- 奥村勝蔵（外務事務次官）
- 東龍太郎（第4代東京都知事 / 1964年東京オリンピックの誘致に尽力）
- 關淳一（第17代大阪市長、医学博士（大阪市立大学））
- 土肥孝治（検事総長 / イトマン事件や薬害エイズ事件などの捜査を指揮、「関西検察のドン」）
- 小倉正三（東京高等裁判所判事）
- 山根英嗣（さいたま地方検察庁検事正）
- 則定衛（東京高検検事長、法務事務次官）
- 林景一[6]（最高裁判所裁判官、前在英国日本国大使館大使）
- 佐藤慎一（財務事務次官、ニデック (電機メーカー)社外取締役、サントリー顧問）
- 垂秀夫（在中国日本大使）
- 吉田眞人（総務審議官）
- 金山梨紗（弁護士、「ミス日本」準ミス日本受賞。）
- 三谷隆博（日本銀行理事、年金積立金管理運用独立行政法人〈GPIF〉初代理事長） 1967年卒
- 水野達夫（元ネパール大使、瑞宝中綬章受章）
- 乾文男（大蔵官僚、金融財政事情研究会会長、投資信託協会副会長、日本政策投資銀行理事）
- 合田隆史（文部科学省生涯学習政策局長、尚絅学院大学学長 / 国立大学法人法案に関わる）
- 阿部知明（地方公共団体情報システム機構副理事長、総務省自治行政局長）[7]

### 芸能
- 古川一郎（漫才師）
- 白井晃（俳優、演出家）
- 藤本信之（ドラマー）
- 山口沙紀（グラビアアイドル）
- 橋爪功（俳優・転学 都立青山高へ）

### スポーツ
- 岡田武史（早大サッカー部 / サッカー日本代表元監督）
- 橋本英郎（元サッカー日本代表）
- 東武雄（東大野球部投手 / 法大戦で六大学野球初本塁打放つ）
- 井上佳明（元プロ野球選手）
- 今井洋行（元プロ野球選手）
- 井石礼司（元プロ野球選手）
- 生山裕人（元プロ野球選手）
- 村上実（元プロ野球阪急軍監督、野球殿堂者）
- 岡仁詩（同大ラグビー部 / ラグビー日本代表元監督）
- 矢野啓太（プロレスラー）
- 青井達也（慶大ラグビー部 / ラグビー日本代表）
- 西野綱三（早大ラグビー部監督 / ラグビー日本代表）
- 松永敏宏（慶大ラグビー部元監督 / ラグビー日本代表）
- 大錦卯一郎（大相撲元横綱）
- 辻田晴也（医師、スポーツ医学発信所代表、トップアマチュアゴルファー）

### マスメディア
- 松本暢章（元関西テレビアナウンサー）
- 岸本多万重（NHKチーフアナウンサー）
- 合田倫子（フリーアナウンサー）
- 湯浅明彦（サンテレビアナウンサー）
- 三宅喜重（関西テレビプロデューサー）[要出典]
- 寺西厚史（毎日放送プロデューサー）[要出典]

### 軍人その他
- 草鹿龍之介（連合艦隊参謀長）
- 近藤信竹（連合艦隊参謀長・東宮武官兼侍従武官）
- 仁科関夫（海軍中尉・「回天」考案者）

## 交通
- JR西日本（阪和線）美章園駅より西へ約300m
- 近鉄（南大阪線）河堀口駅より南西へ約400m
- Osaka Metro（谷町線）文の里駅より北へ約700m
- JR西日本（大阪環状線）寺田町駅より南へ約1km
- Osaka Metro（御堂筋線）昭和町駅より北へ約1km